# Saša Pavlin Stošić
Saša Pavlin Stošić, srbsko-slovenska igralka, * 28. september 1988, Novi Sad.

### Zasebno
Stošićeva se je rodila v Novem Sadu, srbskemu očetu in slovenski materi. Po dopolnjnem prvem letu starosti se je preselila v Slovenijo. Njena polsestra je igralka Gaja Filač.

## TV serije
- Usodno vino (2016)
- Več po oglasih (2016)
- Najini mostovi (2020)

## Filmi
- Pisma iz Egipta (2010)
- Šanghaj (2012)
- Šuplje priče - the movie - zdej te je, a zdej te ni (2015)
- Prekletstvo Valburge (2019)